# Фернандо I (Кастилия)
Фернандо I Велики (на испански: Fernando I El Magno или El Grande; * 1016/1018; † 24 юни 1065) e граф на Кастилия след смъртта на своя чичо от 1029 година; крал на Леон чрез своята жена от 1037 година, след разгрома на зет си. Ферднандо I се счита за първи крал на Кастилия. От 1056 година той се провъзгласява за император на цяла Испания.

## Произход
Син е на краля на Навара Санчо III Велики и Муниадона Санчес.

## Графство и съпруга
Фернандо е млад, когато графът на Кастилия Гарсиа Санчес е убит през 1029 година в Леон (където той пристига за да се ожени за Санча, сестра на краля на Леон, Бермудо III), от група на кастилски дворяни-изгнаници. Негова наследница става неговата по-голяма сестра, Муниадона Санчес, жена на краля на Навара Санчо III. През 1032 година Санчо III Велики постига съглашение с Бермудо III за брак на своя млад син Фернандо (роден от Муниадона) с по-рано предназначената за граф Гарсия на жена, Санча. В същата година майката на Фернандо му предава титлата граф на Кастилия.

## Брак и деца
Брак със Санча де Леон, дъщеря на Алфонсо V, крал на Леон, имат следните деца:
- Урака де Самора (1033 – 1101), сеньора де Самора
- Санчо (1038 – 1072) – 2-ри крал на Кастилия като Санчо II и крал на Леон като Санчо I (1065 – 1072)
- Елвира († 1101), сеньора де Торо
- Алфонсо (1040 – 1109), крал на Леон (1065 – 1072), Кастилия и Галиция (1072 – 1109), под името Алфонсо VI
- Гарсия (1042 – 1090), крал на Галисия (1066 – 1071 и 1072 – 1073), като Гарсия II

## Наследство
Фернандо I Велики умира през 1065 година в Леон, и е погребан облечен в одежда на монах, пренасят го в катафалка, посипана с пепел, като е погребан пред олтара на базиликата на св. Исидор.
Преди смъртта си Фернандо I разделя кралството между децата си: Санчо получава Кастилия; Алфонсо получава Леон; Гарсия получава Галисия и Португалия. Двете му дъщери получават градовете: Елвира получава Торо, а Урака получава Самора. Давайки им владения, той се надява, че те ще спазват завещанието.
Санчо II(роден 1032 година и най-голям) счита, че той заслужава голямата част от кралството, и затова се стреми да завземе всички земи, които са завещани на родните му братя и сестри.